# ドミニク・ブラゼール
ドミニク・ブラゼール（Dominic Breazeale、1985年8月24日 - ）は、アメリカ合衆国のプロボクサー。カリフォルニア州ロサンゼルス郡アルハムブラ出身。長いリーチを生かした強打を誇り高いKO率を持つ選手。

## 来歴

### アマチュア時代
ブラゼールは元々はアメリカンフットボールのクォーターバックの選手としてノーザン・コロラド大学でプレーしてアマチュアボクサーに転向した。
2011年4月、ナショナルゴールデングローブにスーパーヘビー級(91kg超)で出場するが1回戦で敗退した。
2011年6月、全米選手権にスーパーヘビー級(91kg超)で出場するが準決勝で敗退した。
2012年3月、全米選手権にスーパーヘビー級(91kg超)で出場して優勝した。
2012年5月、ロンドンオリンピックアメリカ大陸予選にスーパーヘビー級(91kg超)で出場するが決勝で敗退した。
2012年8月、イギリスのロンドンで開催されたロンドンオリンピックにスーパーヘビー級(91kg超)で出場するが1回戦で敗退した。

### プロ時代
ブラゼールはプロ転向を発表し有力代理人アル・ヘイモンと契約を結びオスカー・デ・ラ・ホーヤ率いるゴールデンボーイ・プロモーションズと契約を結んだ。
2012年11月9日、ブラゼールはオリンピックから3か月後にプロデビューを果たし初回1分6秒TKO勝ちを収め白星でデビューを飾った。
2014年4月3日、ナーギー・アギレーラと対戦し8回3-0(80-72、2者が79-73)の判定勝ちを収めたがプロデビューからの連続KO勝利が9でストップした。
2015年1月9日、ゴールデンボーイ・プロモーションズからプロモート権を破棄されたことで、同プロモーションを離脱した。ブラゼールはヘイモンから信頼が厚いトム・ブラウン率いるTGB・プロモーションズに移籍した。
2015年3月7日、MGMグランド・ガーデン・アリーナでプレミア・ボクシング・チャンピオンズのNBC初放送興行に登場。キース・サーマンVSロバート・ゲレーロの前座でビクトル・ビスバルと対戦し4回1分28秒TKO勝ちを収めた。
2015年9月26日、アラバマ州バーミングハムのレガシー・アリーナでデオンテイ・ワイルダーVSヨハン・デュオパの前座でフレド・カッシーと対戦し10回3-0(98-92、97-93、100-90)の判定勝ちを収めた。
2016年1月23日、ステイプルズ・センターでアミール・マンスールとWBCアメリカ大陸ヘビー級王座決定戦で対戦し5回終了時マンスールの棄権によるTKO勝ちを収め王座獲得に成功した。
2016年6月25日、ロンドンのO2アリーナでIBF世界ヘビー級王者アンソニー・ジョシュアと対戦し初黒星となる7回1分1秒KO負けを喫し王座獲得に失敗した。
2017年2月25日、バーミングハムのレガシー・アリーナでデオンテイ・ワイルダーVSジェラルド・ワシントンの前座でイズアグベ・ウゴノーと対戦し5回KO勝ちを収めた。

## 獲得タイトル
- WBCアメリカ大陸ヘビー級王座